# Coupe de Belgique de cyclisme sur route 2018
Navigation
Coupe de Belgique 2017 Coupe de Belgique 2019
La Coupe de Belgique de cyclisme sur route 2018, officiellement nommée la Napoleon Games Cycling Cup 2018, est la 3e édition de la Coupe de Belgique de cyclisme sur route. Elle débute le 27 février 2018 avec Le Samyn et se termine le 2 octobre 2018 avec Binche-Chimay-Binche. Pour cette édition, dix épreuves sont retenues et la Handzame Classic est remplacé par le Grand Prix Marcel Kint.

## Attribution des points
Sur chaque course, les 15 premiers coureurs marquent des points et le coureur marquant le plus de points au total est considéré comme le vainqueur de la Coupe de Belgique.
Sur chaque épreuve, les points sont attribués avec le barème suivant :
| Position | 1  | 2  | 3  | 4  | 5  | 6  | 7 | 8 | 9 | 10 | 11 | 12 | 13 | 14 | 15 |
| Points   | 16 | 14 | 13 | 12 | 11 | 10 | 9 | 8 | 7 | 6  | 5  | 4  | 3  | 2  | 1  |

Dans chaque épreuve, il y a 3 sprints intermédiaires avec des points attribués au 3 premiers coureurs. Ces points sont ajoutés au classement individuel.
Les points attribués sont respectivement: 3-2-1 points.

## Résultats
| #  | Date         | Course                                  | Vainqueur         | Équipe                 | Leader du classement individuel |
| -- | ------------ | --------------------------------------- | ----------------- | ---------------------- | ------------------------------- |
| 1  | 27 février   | Le Samyn (2018)                         | Niki Terpstra     | Quick-Step Floors      | Philippe Gilbert                |
| 2  | 4 mars       | À travers la Flandre-Occidentale (2018) | Rémi Cavagna      | Quick-Step Floors      | Florian Sénéchal                |
| 3  | 20 mai       | Grand Prix Marcel Kint (2018)           | Nacer Bouhanni    | Cofidis                | Florian Sénéchal                |
| 4  | 2 juin       | Heistse Pijl (2018)                     | Emīls Liepiņš     | ONE                    | Cees Bol                        |
| 5  | 15 juin      | À travers le Hageland (2018)            | Krists Neilands   | Israel Cycling Academy | Cees Bol                        |
| 6  | 19 juin      | Halle-Ingooigem (2018)                  | Danny van Poppel  | Lotto NL-Jumbo         | Cees Bol                        |
| 7  | 14 septembre | Championnat des Flandres (2018)         | Dylan Groenewegen | Lotto NL-Jumbo         | Sean De Bie                     |
| 8  | 16 septembre | Grand Prix Jef Scherens (2018)          | Jasper Stuyven    | Trek-Segafredo         | Sean De Bie                     |
| 9  | 22 septembre | Eurométropole Tour (2018)               | Mads Pedersen     | Trek-Segafredo         | Sean De Bie                     |
| 10 | 2 octobre    | Binche-Chimay-Binche (2018)             | Danny van Poppel  | Lotto NL-Jumbo         | Timothy Dupont                  |

## Classements
| Pos. | Coureur             | Équipe                   | Points |
| ---- | ------------------- | ------------------------ | ------ |
| 1    | Timothy Dupont      | Wanty-Groupe Gobert      | 48     |
| 2    | Sean De Bie         | Veranda's Willems-Crelan | 43     |
| 3    | Jasper Stuyven      | Trek-Segafredo           | 42     |
| 4    | Danny van Poppel    | Lotto NL-Jumbo           | 42     |
| 5    | Cees Bol            | SEG Racing Academy       | 37     |
| 6    | Jonas Van Genechten | Vital Concept            | 35     |
| 7    | Fabio Jakobsen      | Quick-Step Floors        | 29     |
| 8    | Oliver Naesen       | AG2R La Mondiale         | 29     |
| 9    | Jempy Drucker       | BMC Racing Team          | 26     |
| 10   | Jonas Rickaert      | Sport Vlaanderen-Baloise | 26     |